# Lomariopsis mexicana
Lomariopsis mexicana là một loài dương xỉ trong họ Lomariopsidaceae. Loài này được Holttum mô tả khoa học đầu tiên năm 1940.